# Tarm
Tarm is een plaats in de Deense regio Midden-Jutland, gemeente Ringkøbing-Skjern, en telt 4126 inwoners (2008). De plaats maakt deel uit van de parochie Tarm. 
Tarm heeft een gymnasium uit 1887. Het station dateert uit 1875.

## Geboren
- Kennie Chopart (1990), voetballer